# Euprotomus aurisdianae
Espèce
Euprotomus aurisdianae est une espèce de mollusques gastéropodes.

## Philatélie
Ce coquillage figure sur une émission de Wallis et Futuna de 1984 (valeur faciale : 49 f).